# Kirsti Lay
Kirsti Lay-Giroux (ur. 7 kwietnia 1988 w Medicine Hat) – kanadyjska kolarka torowa i szosowa, brązowa medalistka olimpijska i dwukrotna medalistka torowych mistrzostw świata.

## Kariera
Pierwszy sukces w karierze osiągnęła w 2015 roku, kiedy wspólnie z koleżankami z reprezentacji zdobyła brązowy medal drużynowym wyścigu na dochodzenie na torowych mistrzostwach świata w Paryżu. Na rozgrywanych rok później mistrzostwach świata w Londynie była druga w tej samej konkurencji. W 2016 roku wspólnie z Georgią Simmerling, Jasmin Glaesser, Allison Beveridge i Laurą Brown zajęła trzecie w drużynowym wyścigu na dochodzenie podczas igrzysk olimpijskich w Rio de Janeiro. Zdobyła też brązowy medal w tej konkurencji na igrzyskach panamerykańskich w Toronto w 2015 roku.
Jej mężem jest Mathieu Giroux.